# جاك فيل
جاك فيل (بالإنجليزية: Jack Veal)‏ (من مواليد 12 يونيو 2007) هو ممثل إنجليزي معروف بدوره ككيد لوكي في فيلم لوكي (2021).

## النشأة
ولد جاك فيل في 12 يونيو 2007 في لندن، إنجلترا

## مسيرته مهنية
في عام 2017، ظهر لحم العجل في سلسلة تين ستار على أمازون برايم فيديو وسلسلة نتفليكس نهاية العالم اللعين، بدور سيمون براون وجيمس الشاب، على التوالي. قام ببطولة فيلمه الطويل الأول أسمي ليني (2017)، عندما قام بدور الشاب ليني. في عام 2018، ظهر في سلسلة بي بي سي اتصل بالقابلة والفيلم الكوميدي المفضلة، بدور كيفن لونت وبوي على التوالي. في عام 2019 ظهر في فيلم الجريمة الفاسد بدور ليام الشاب. في عام 2020 ظهر في الفيلم الخيالي تعال بعيدا بدور كيرلي. بعد ظهوره في العديد من البرامج التلفزيونية والأفلام، اكتسب فيل شهرة عندما تم اختياره بدور كيد لوكي في مسلسل لوكي المتدفق لعام 2021.